# Olesja Povch
Olesja Povch (in ucraino Олеся Повх?; Dnipro, 18 ottobre 1987) è una velocista ucraina, campionessa europea della staffetta 4×100 metri a Barcellona 2010.
Nel 2011 ha conquistato la medaglia d'oro nei 60 metri piani agli Europei indoor di Parigi e un bronzo nella staffetta 4×100 m ai Mondiali di Taegu.

## Biografia
Olesja debutta in ambito internazionale nel 2010, in occasione dei Campionati del mondo indoor di Doha, dove riesce a raggiungere le semifinali sui 60 metri.
Nello stesso anno conquista nella 4×100 la medaglia di bronzo agli Europei a squadre e viene convocata per partecipare ai Campionati europei di Barcellona sui 100 metri, dove verrà eliminata nelle semifinali. Nonostante ciò, con le connazionali Natalija Pohrebnjak, Marija Rjemjen' e Jelyzaveta Bryzhina, vince la medaglia d'oro nella staffetta 4×100 con il tempo di 42"29, infrangendo il precedente record nazionale e facendo segnare il miglior tempo mondiale dell'anno.
Nel 2011 stabilisce la miglior performance mondiale dell'anno sui 60 metri al debutto a Sumy, fermando il cronometro a 7"14, salvo poi migliorare ancora a Düsseldorf, correndo in 7"13. Si presenta come favorita ai Campionati europei indoor di Parigi dove, eguagliando il suo record personale, conquista il titolo di campionessa europea sui 60 metri, davanti alla connazionale Mariya Ryemyen e alla norvegese Ezinne Okparaebo.

## Record nazionali
Seniores
- Staffetta 4×100 metri: 42"04 ( Londra, 10 agosto 2012) (Olesja Povch, Chrystyna Stuj, Marija Rjemjen', Jelyzaveta Bryzhina)

## Palmarès
| Anno | Manifestazione  | Sede           | Evento      | Risultato  | Prestazione | Note                                     |
| ---- | --------------- | -------------- | ----------- | ---------- | ----------- | ---------------------------------------- |
| 2010 | Mondiali indoor | Doha           | 60 m piani  | Semifinale | 7"45        |                                          |
| 2010 | Europei         | Barcellona     | 100 m piani | Semifinale | 11"33       |                                          |
| 2010 | Europei         | Barcellona     | 4×100 m     | Oro        | 42"29       | Miglior prestazione mondiale stagionale  |
| 2011 | Europei indoor  | Parigi         | 60 m piani  | Oro        | 7"13        |                                          |
| 2011 | Mondiali        | Taegu          | 100 m piani | Semifinale | 11"48       |                                          |
| 2011 | Mondiali        | Taegu          | 4×100 m     | Bronzo     | 42"51       | Miglior prestazione personale stagionale |
| 2012 | Europei         | Helsinki       | 100 m piani | Argento    | 11"32       |                                          |
| 2012 | Europei         | Helsinki       | 4×100 m     | 8ª         | dnf         |                                          |
| 2012 | Giochi olimpici | Londra         | 100 m piani | Semifinale | 11"30       |                                          |
| 2012 | Giochi olimpici | Londra         | 4×100 m     | Bronzo     | 42"04       | Record nazionale                         |
| 2013 | Universiadi     | Kazan'         | 4×100 m     | Oro        | 42"77       |                                          |
| 2013 | Mondiali        | Mosca          | 100 m piani | Semifinale | 11"43       |                                          |
| 2013 | Mondiali        | Mosca          | 4×100 m     | Batteria   | 43"12       |                                          |
| 2014 | Europei         | Zurigo         | 100 m piani | Semifinale | 11"42       | Miglior prestazione personale stagionale |
| 2014 | Europei         | Zurigo         | 4×100 m     | 5ª         | 43"58       |                                          |
| 2015 | Europei indoor  | Praga          | 60 m piani  | 6ª         | 7"11        | Miglior prestazione personale            |
| 2015 | Mondiali        | Pechino        | 100 m piani | Batteria   | 11"40       |                                          |
| 2015 | Mondiali        | Pechino        | 4×100 m     | Batteria   | 43"59       |                                          |
| 2016 | Mondiali indoor | Portland       | 60 m piani  | Semifinale | 7"27        |                                          |
| 2016 | Europei         | Amsterdam      | 100 m piani | Semifinale | 11"35       |                                          |
| 2016 | Europei         | Amsterdam      | 4×100 m     | 4ª         | 42"87       |                                          |
| 2016 | Giochi olimpici | Rio de Janeiro | 100 m piani | Semifinale | 11"29       |                                          |
| 2016 | Giochi olimpici | Rio de Janeiro | 4×100 m     | 6ª         | 42"36       |                                          |
| 2017 | Europei indoor  | Belgrado       | 60 m piani  | Argento    | 7"10        | Miglior prestazione personale            |

## Altre competizioni internazionali
2010
- Oro agli Europei a squadre ( Bergen), 4×100 m - 43"72
- Oro in Coppa continentale ( Spalato), 4×100 m - 43"77